# Truls Gisselman
Truls Gisselman (* 8. Juni 2001) ist ein schwedischer Skilangläufer.

## Werdegang
Gisselman, der für den Rehns BK startet, nahm bis 2021 an Juniorenrennen teil. Dabei belegte er bei den Junioren-Skiweltmeisterschaften 2020 in Oberwiesenthal den 39. Platz im 30-km-Massenstartrennen, den 24. Rang über 10 km klassisch sowie den 12. Platz mit der Staffel und bei den Junioren-Skiweltmeisterschaften 2021 in Vuokatti den neunten Platz im Sprint, den achten Rang im 30-km-Massenstartrennen sowie den siebten Platz mit der Staffel. In der Saison 2021/22 nahm er in Falun erstmals am Skilanglauf-Weltcup teil, wobei er mit dem 17. Platz im Sprint seine ersten Weltcuppunkte holte und errang bei den U23-Weltmeisterschaften 2022 in Lygna den 26. Platz im Sprint. Im folgenden Jahr kam er bei den U23-Weltmeisterschaften in Whistler auf den 18. Platz über 10 km Freistil, auf den 13. Rang im Sprint sowie auf den sechsten Platz im 20-km-Massenstartrennen und im Weltcup fünfmal in die Punkteränge.